# Mosogno

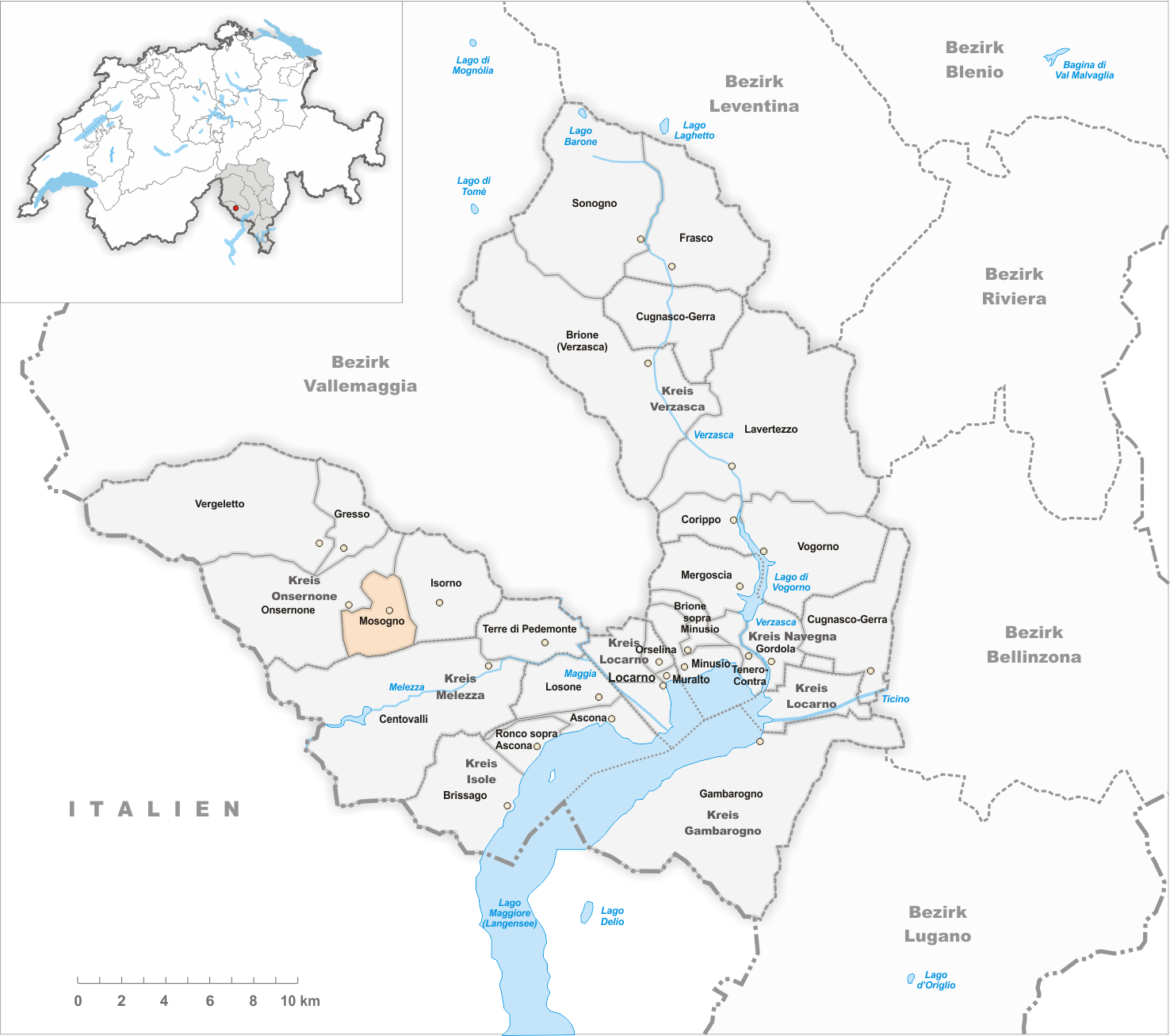
Gemeindestand am 9. April 2016 vor der Fusion

Mosogno ist eine Ortschaft in der Gemeinde Onsernone im Schweizer Kanton Tessin. Bis zum 9. April 2016 bildete sie eine eigene politische Gemeinde.

## Geographie
Mosogno liegt im oberen Valle Onsernone. Die frühere Gemeinde bestand aus den drei Fraktionen Barione, Chiosso und Mosogno.

## Geschichte
Das Dorf wurde erstmals 1277 als Mosogno erwähnt. Bis 1803 bildete Mosogno eine der fünf Squadren, die seit dem Mittelalter Teil der alten Talgemeinde Onsernone waren.
Am 10. April 2016 fusionierte Mosogno mit den Gemeinden Vergeletto, Isorno und Gresso zur politischen Gemeinde Onsernone.

## Bevölkerung
Einwohnerzahlen: Volkszählungsdaten

## Sehenswürdigkeiten
Das Dorfbild des Ortsteils Mosogno Sotto ist im Inventar der schützenswerten Ortsbilder der Schweiz (ISOS) als schützenswertes Ortsbild der Schweiz von nationaler Bedeutung eingestuft.
- Pfarrkirche San Bernardo[4][5]
- Oratorium Beata Vergine Addolorata im Ortsteil Mosogno Sotto trägt an der Fassade das Fresko Ecce Homo des Malers Emilio Maccagni von 1946[4][5]
- Oratorium Santa Maria Nascente im Ortsteil Barione[4][5]
- Oratorium San Giacomo im Ortsteil Chiosso[4][5]
- Wohnhaus Regolati[4][5]
- Gemälde Madonna di Montaigu[4][5]
- Gemälde Nascita della Vergine (Mariägeburt)[4][5]
- Wohnhaus Vanotti im Ortsteil Chiosso[4][5]

## Persönlichkeiten
- Familie Rima[6]
  - Remigio Rima (* 17. März 1663 in Mosogno; † 12. September 1722 ebenda), Bankier in Flandern[6]
  - Tommaso Rima (* 28. August 1684 in Mosogno; † 12. März 1771 ebenda), Sohn des Remigio, wurde am Hofe Maria Theresias zugelassen, mit der Aufstellung der Staatsbilanz betraut und 1767 zum königlichen Kommissär in Flandern ernannt; vermachte der Kirchgemeinde Mosogno 10000 Lire[6]
  - Tommaso Rima (* 26. November 1701 in Mosogno; † 7. Oktober 1747 in Triest?), Neffe des Remigio, Direktor der Kompagnie von Ostende, kaiserlicher Kommissär von Fiume und Triest, Schatzmeister des Kaisers Franz I. und Generaldirektor der Salinen des adriatischen Küstenstrichs[7].
  - Tommaso Rima (1775–1843), Militärarzt in napoleonischen Diensten, Verfasser mehrerer medizinischer Werke

## Bilder

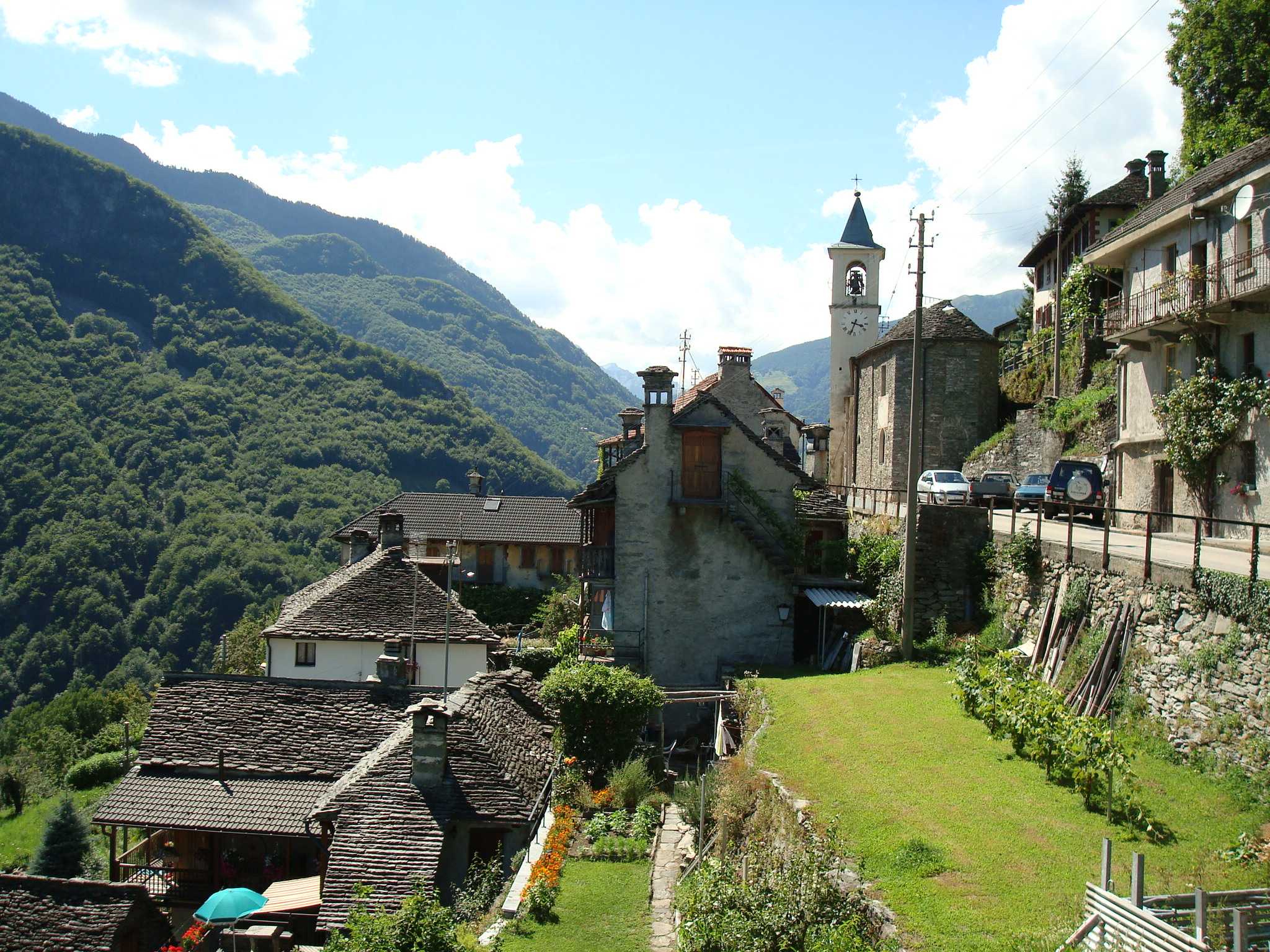
Nucleo
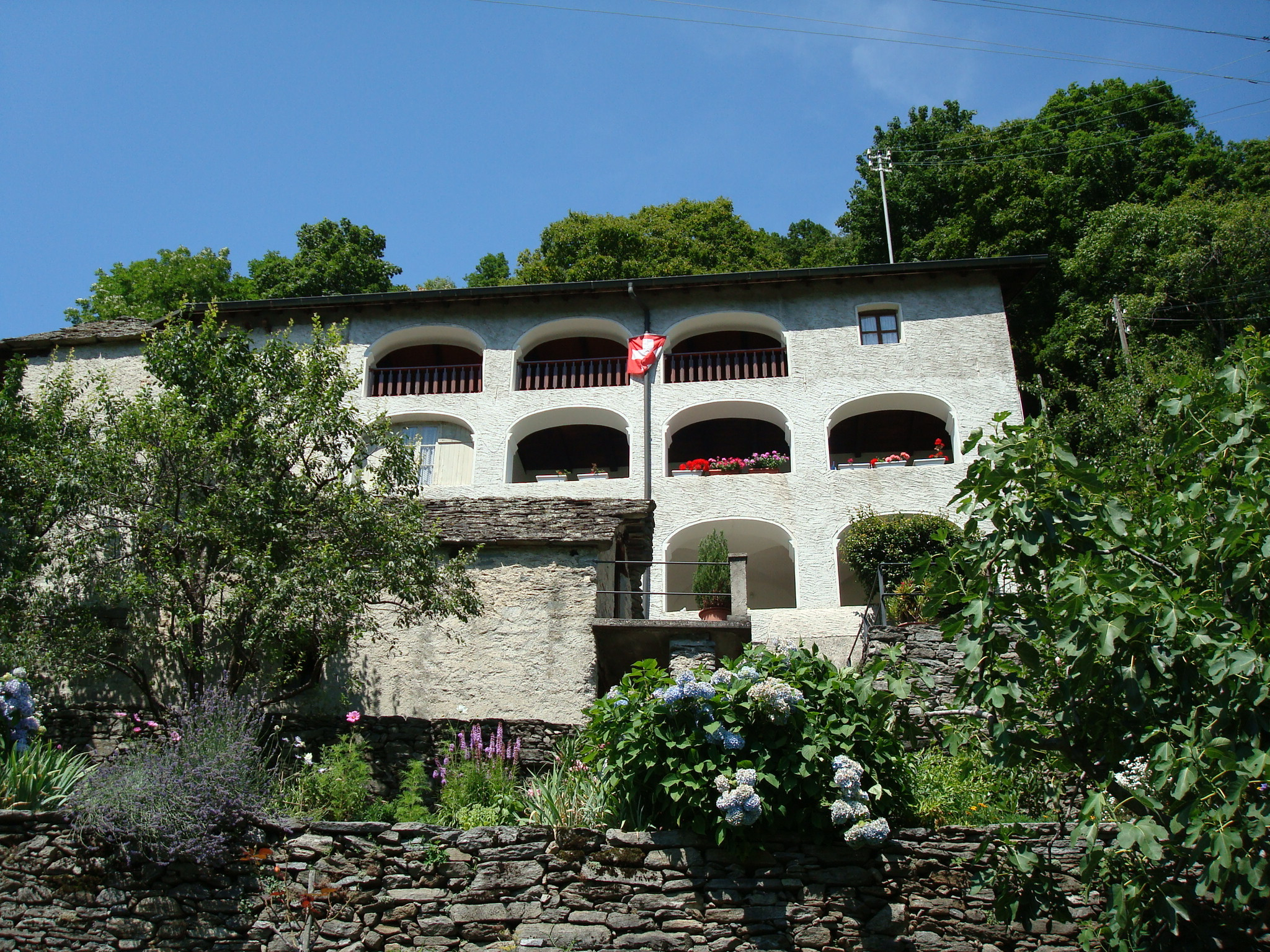
Wohnhaus Regolati
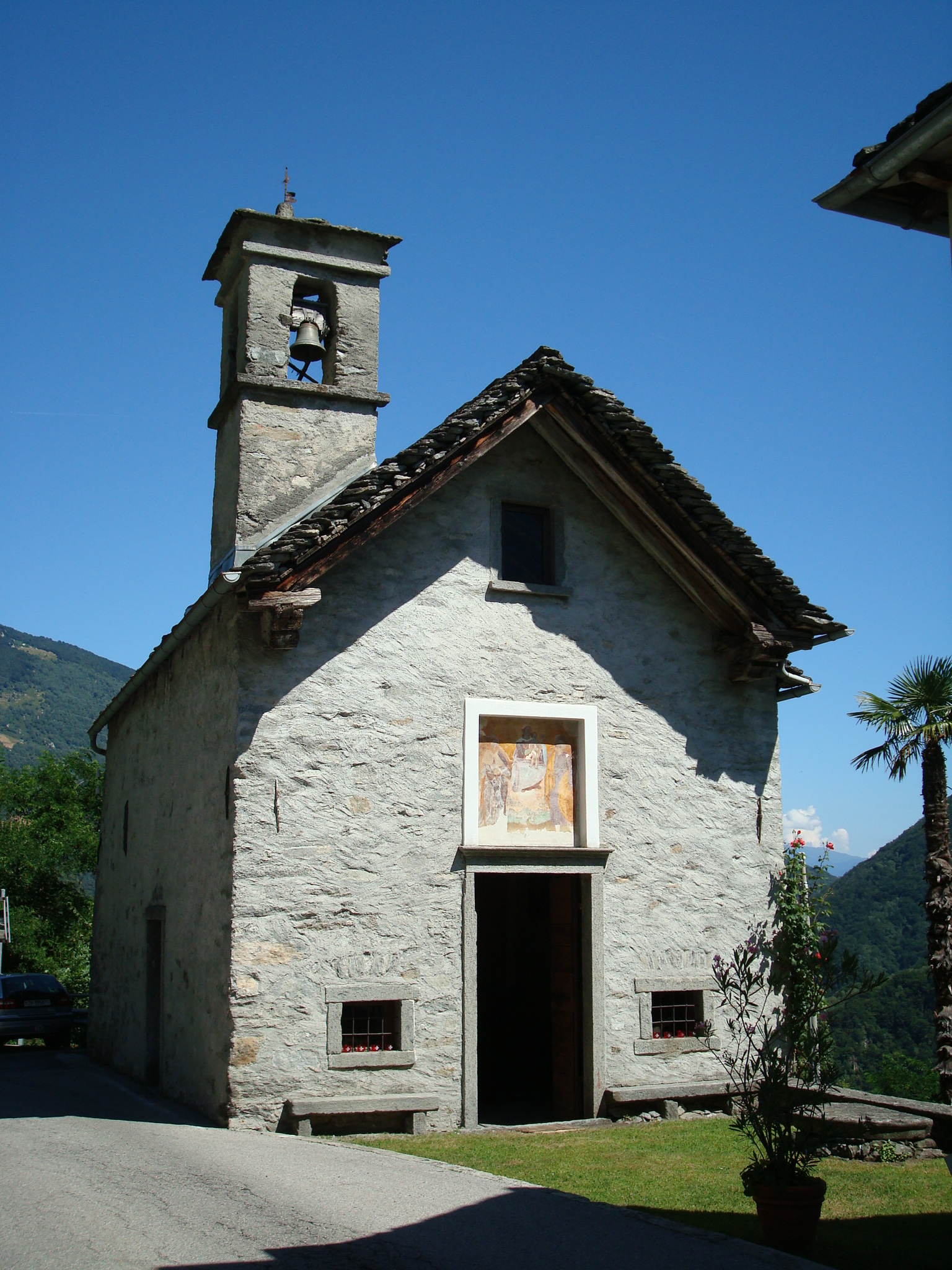
Oratorium San Giacomo im Ortsteil Chiosso
Bairone ob Mosogno. Historisches Bild von Leo Wehrli (1940)